# Diocèse de Gand
Le diocèse de Gand (en néerlandais Bisdom Gent) est une circonscription ecclésiastique de l'Église catholique en Belgique. Érigé le 12 mai 1559 il compte en 2009 près de 1 006 000 baptisés pour 1 398 650 habitants. Le siège est actuellement vacant. Le diocèse est suffragant de l'archidiocèse de Malines-Bruxelles.

## Histoire
C'est lors de la réorganisation religieuse des Pays-Bas de 1559-1561 que le diocèse de Gand a été créé, aux dépens du diocèse de Tournai. Dès 1559, il était suffragant de l'archidiocèse de Malines.
Après le concordat de 1801, le diocèse de Gand fut agrandi afin de correspondre aux départements de la Lys et de l'Escaut, qui deviendront les provinces de Flandre-Occidentale et de Flandre-Orientale en 1815. Il est ainsi agrandi aux dépens des diocèses de Bruges et d'Ypres, qui disparaissent.
En 1834, le diocèse de Gand fut amputé de sa partie occidentale : le diocèse de Bruges fut érigé avec un territoire correspondant à celui de la province de Flandre-Occidentale.